# ان‌جی‌سی ۷۷۷
ان‌جی‌سی ۷۷۷ (انگلیسی: NGC 777) نام یک کهکشان در صورت فلکی سه‌سو است.